# 阿刀田慶子
阿刀田 慶子（あとうだ けいこ、1937年 - ）は、日本の朗読家。夫は作家の阿刀田高。

## 人物・経歴
学習院大学卒業。外国人向けの日本語教育に従事し、1990年に社会福祉法人・日本点字図書館朗読奉仕員として活動を開始。
夫の阿刀田高を講師とする催しで、短編小説を全国各地で朗読する。以後、鴨下信一の演出による「朗読21の会」会員として毎年の公演に参加。
朗読の研鑽を積むかたわら、阿刀田高を講師とする催しで短編小説を朗読して各地を廻った。海外へも進出し、ニューヨークやロサンゼルスで講演を実施している。